# Estación de Liancourt-Rantigny
La estación de Liancourt-Rantigny es una estación ferroviaria francesa, de la línea férrea París-Lille, situada en la comuna de Rantigny, en el departamento de Oise. Por ella transitan únicamente trenes regionales.

## Situación ferroviaria
La estación se encuentra en el punto kilométrico 57,718 de la línea férrea París-Lille. 

## Historia
Fue inaugurada el 22 de junio de 1846 por parte de la Compañía de ferrocarriles del Norte. En 1937, la estación pasó a ser explotada por la SNCF. 

## La estación
Se compone de dos vías y de dos andenes laterales. Dispone de un antiguo edificio para viajeros con taquillas y máquinas expendedoras abierto todos los días. Los cambios de andenes se realizan gracias a una pasarela metálica. Un pequeño aparcamiento está habilitado en las proximidades de la estación. 

## Servicios ferroviarios

### Regionales
Por la estación transitan trenes TER que unen París con el norte de Francia:
- Línea Amiens-París.